# Undrafted
『Undrafted』は2016年に公開されたアメリカ合衆国のドラマ映画である。監督・主演はジョセフ・マゼロが務めた。本作はマゼロの映画監督デビュー作となった。
本作は日本国内で劇場公開されなかったが、Amazonプライム・ビデオで原題のまま配信されている。

## 概略
ある年の夏、学生野球チームのDバックスは郡大会の準決勝に臨んでいた。
試合前、彼らは実力のあるチームメイトのジョンのドラフト指名を今か今かと待っていた。しかしついに指名されることなくドラフトは終わる。
相手チームのブルドッグスはルールの隙をついて他チームの強豪選手を何人も買収してきたため、Dバックスは苦戦することになる。
ジョンは虚しさを抱えながら試合出場を決意する。チームメンバーは、中継ぎから先発にさせられたストレスに弱い投手、うぬぼれやのパワーヒッター、怒りのコントロールに問題のある外野手、クリップボードに固執する選手監督、熱心すぎるキャッチャー、左肩に古傷を持つ中年、そして誰もがチームにいたことを忘れていた男など、12人の士気はバラバラだ。
それでも最終回まで同点で相手を抑えたDバックス。しかし投手のデルスは敵のヤジに自信を失い失投を重ねる。ホームを守ろうとしたキャッチャーのガーヴィーは、敵のランナーからのルール破りの体当たりを受けて意識を失う。それをきっかけに両チームは乱闘になり、駆けつけた警官にタイとヴィニーが逮捕されてしまう。
1対3に追い込まれた最終回、Dバックスは残された9人で完璧なプレーをしなければならない。失意の底から這い上がったジョンが指揮をとり、全員の心が一つになる。一人ひとりが真価を発揮し驚くべき方法で強打者のジョンに打線をつなぎ、ツーアウト満塁の打席を迎える。打席に向かうジョンを見て、父ジョーイは彼が幼い頃から野球を愛し、共に打ち込んできたことを思い起こす。
球場中が息を飲んで見つめる中、ジョンは最後の打席に立つ。
なお、本作のストーリーはマゼロ監督の弟が実際に体験した出来事を基にしている。

## キャスト
- パット・マレー：ジョセフ・マゼロ
- ジョン・マゼロ（マズ）：アーロン・トヴェイト
- ジョナサン・デラモニカ（デルス）：タイラー・ホークリン
- アーサー・バロン：チェイス・クロフォード
- フォッチ：フィリップ・ウィンチェスター
- ジョーイ：ジム・ベルーシ
- ザパタ：マニー・モンタナ
- デヴィッド・ステイン：マット・ブッシュ
- アントネリ：マイケル・フィッシュマン
- タイ・デラモニカ：デューク・デイヴィス・ロバーツ
- アンソニー：マット・バー
- ヘイズ：ビリー・ガーデル
- ジョナサン・ガーヴェイ：ライアン・ピンクストン
- パラッコ：トビー・ヘミングウェイ
- ヴィニー：ジェイ・ヘイデン
- ツリー：デヴィッド・デル・リオ
- デイヴ・シュワルツ：マイケル・コンシーリョ

## 製作
2013年9月25日、本作の主要キャストが発表された。
本作の主要撮影は2013年9月にカリフォルニア州で始まり、同年10月8日に終了した。

## マーケティング・興行収入
2015年2月18日、マゼロ監督が自身のTwitterで本作のポスターを公開した。2016年2月13日、ヴァーティカル・エンターテインメントが本作の全世界配給権を獲得したとの報道があった。6月16日、本作のオフィシャル・トレイラーが公開された。7月15日、本作は全米20館で限定公開され、公開初週末に3829ドル（1館当たり191ドル）を稼ぎだし、週末興行収入ランキング初登場73位となっている。

## 評価
本作に対する批評家の評価は芳しいものではない。映画批評集積サイトのRotten Tomatoesには8件のレビューがあり、批評家支持率は25%、平均点は10点満点で4.3点となっている。インディワイアーのスティーヴ・グリーンは本作にD+評価を下し、「他の野球映画から多くのアイデアを借用したにも拘らず、平凡な出来の作品にしかなれなかった。しかも、不必要なストーリーをこれでもかと言わんばかりに盛り込もうとしている。」と述べている。